# Cyphosticha pandoxa
Cyphosticha pandoxa är en fjärilsart som beskrevs av Turner 1913. Cyphosticha pandoxa ingår i släktet Cyphosticha och familjen styltmalar. Inga underarter finns listade i Catalogue of Life.